# Даниела Костадинович
Даниела Костадинович (на сръбски: Данијела Костадиновић или Danijela Kostadinović) (Лесковац, Сърбия, 29 април 1973 г.) работи като литературен историк, критик и теоретик, преводач и паремиолог – изследовател на фолклорната фразеология, преподавател в Университета в Ниш.

## Биография
Основното и средното си образование получава в родния си Лесковац. Филологическото си образование завършва през 1996 г. във Философския факултет в Университета в Ниш, специалност Сърбохърватски език и югославска литература. Магистрира през 2003 г. във Филологическия факултет в Белград под научното ръководство на проф. д-р Слободан Ж. Маркович. Придобива докторска степен през 2014 г. във Филологическия факултет на Белградският университет под менторството на проф. д-р Радивое Микич.
Започва своята професионална кариера във Философския факултет в Университета в Ниш на 30 септември 1998 г. като преподавател по хърватска и македонска литература. През 2004 г. е избрана за асистент, а през 2014 г. за доц. От 2019 работи като извънреден професор по Сръбска и сравнителна литература (Компаративно изследване на южнославянските литератури и Детска литература). В продължение на два мандата изпълнява длъжността секретар на катедра (1998 – 2001 и 2005 – 2007), като и Ръководител на Департамента по сръбска и сравнителна литература (2016 – 2019).
Главен и отговорен редактор е на сп. „Наше стварање“ (Нашето творчество) в Лесковац, член на редакционната колегия на Спектар (Северна Македония ), член на редакционната колегия на международното сп. Московского государственного областного университета. Серия: Философские науки, член на международния научен и редакторски съвет на Международната научна конференция Филко – филология, култура, образование (Щип, Северна Македония / Воронеж, Руска федерация). Член е на Програмния комитет и организационния съвет на НИСУН (Философски факултет в Ниш), член на Програмния комитет на международната научна конференция Материјална и духовна култура Срба у мултиетничким срединама и/или периферним обласима/ Материалната и духовната култура на сърбите в мултиетническа среда и/или в периферни области (Западен университет в Темишвар / Философски факултет в Ниш), член на Програмния съвет на международния научен форум Емоциите в културата на сърби и българи и Музиката в културата на сърби и българи (Философски факултет в Ниш / Филологически факултет във Велико Търново), член на редакционната колегия на сп. „Исходишта 4“ и „Исходишта 5“.
Член е на Фондацията за културно и научно утвърждаване и представяне „Македонија презент“ (Северна Македония), член на Дружеството на литературните дейци и преводачи в Ниш, член на Czech-Slovak Comparative Association ACLA/ICLA. Била е член в журито на Медиана – фестивал за творчество от деца и за деца, член и председател на журито (2006) за наградата Бранко Милкович]] на град Ниш за най-добра стихосбирка, член на журито за наградата на град Ниш Чудни зец за най-добра книга за деца и юноши (2016), член на журито за наградата на град Ниш Малени цвет за литература за деца и юноши (2017), член на журито за наградата Рамонда сербика за цялостно творчество на роден писател, оставил особен отпечатък в историята на съвременната сръбска литература (2020).
Участва като изследовател в проектите: Књижевни живот на југу и југоистоку Србије у XIX и XX веку (Литературният живот в южна и югоизточна Сърбия през XIX и XX век) и Народна књижевност (Народна литература), реализирани в Центъра за научни изследвания към Сръбската академия на науките и изкуствата САНУ и Университета в Ниш под ръководството на академик Мирослав Пантич от 1998 до 2005 година; Књижевност и историја /Литература и история от 2006 до 2010 година.
От 2018 година е включена като изследовател в проектите Језичка и књижевна прошлост и садашњост на простору југоисточне Србије/Езиковото и литературното минало и настояще на територията на югоизточна Сърбия (Департамент по сърбистика, Философски факултет в Ниш), под ръководството на проф. Надежда Йович, Књижевна прошлост и садашњост на простору југоисточне Србије (Клон на САНУ Ниш), под ръководството на проф. д-р Горан Максимович и Говорни и стандардни језик у јавној комуникацији у Нишу / Разговорна и стандартна езикова норма в публичното общуване в Ниш (Клон на САНУ Ниш), под ръководството на проф. д-р Марина Янич.
Живее в Ниш.

## Студии
- Психолошко у романима Абаџиева и Георгиевског: екстровертни и интровертни психолошки типови / Психологизмът в романите на Абаджиев и Георгиевски: екстравертни и интравертни психологически типове, Ниш, 1999.
- Одблесци, одјеци: српске теме македонске књижевности / Отблясъци и ехо: сръбските теми в македонската литература, Београд, 2010.
- Магични реализам Слободана Џунића / Магическият реализъм на Слободан Джунич, Београд, 2019.

## Съставителство
- Добра мисла оро игра / Добрата мисъл хоро играе, Ниш, 2000.
- Емоције у култури Срба и Бугара / Емоциите в културата на сърби и българи, тематски зборник/ тематичен сборник, Ниш/Велико Търново, 2016. ISBN 978-86-7379-411-2 COBISS.SR-ID 2232110

## Интервюта
- Македонскиот јазик ме освоји со убавина и мелодичност / Македонският език ме спечели с хубостта и мелодичността си, Македонска виделина, бр. 70 (2016), Београд. Интервю на Благое Илиески.
- Чудесна и непојамна слика света под Старом планином / Магическата и непонятна картина на света под Стара планина, Градина, бр. 91(2019), Ниш, стр. 143−148. Интервю на Кая Панчич Миленкович.
- Политичкиот модел на магични реализам на Живко Чинго / Политическият модел на магическия реализъм на Живко Чинго, Виделина, Год. XIII, Бр. 167 (2020), Панчево, стр. 20−23. Интервю на Кая Панчич Миленкович.
- 35 години Катедра за македонски јазик на Филозофскиот факултет / 35 години от създаването на Катедрата по македонски език към Философския факултет – Ниш, Виделина, Год. XIV, Бр. 172 (2021), Панчево, стр. 21−24. Интервю на Благое Илиевски.
- У част заљубљеника у Стару планину / В чест на влюбените в Стара планина, Политика, 26. јул (2021), Београд, стр. 12. Интервю на Марина Вукичевич.

## Награди
- Награда „Вељко Видаковић“ за културен принос на град Ниш (2002).
- Международна награда „Гоцева мисла“ за утвърждаване на македонската литература в чужбина (2014).
- Награда „Светосавски печат“ за специална книга като изключителна авторска и издателска реализация на XI Светосавски панаир на книгата в Ниш (2015) за антологията Од чежње до ероса / От копнежа до ероса, издание на Нишкия културен център (2014).